# محوطه سراب گلما
محوطه سراب گلما در شهرستان خرم‌آباد، بخش پاپی، دهستان کشور، ۴/۸ کیلومتری غرب روستای مرگ سر واقع شده و این اثر در تاریخ ۲۸ اسفند ۱۳۸۵ با شمارهٔ ثبت ۱۸۶۰۴ به‌عنوان یکی از آثار ملی ایران به ثبت رسیده است.